# Promachus albicinctus
Promachus albicinctus är en tvåvingeart som beskrevs av Ricardo 1900. Promachus albicinctus ingår i släktet Promachus och familjen rovflugor. Inga underarter finns listade i Catalogue of Life.